# Вибонати
Вибона̀ти (на италиански: Vibonati; на неаполитански: Livunati, Ливунати) е малко градче и община в Южна Италия, провинция Салерно, регион Кампания. Разположено е на 110 m надморска височина. Населението на общината е 3278 души (към 2010 г.).